# Elsternbrücke-Konstellation
Die Umfassende Kommunikations-, Navigations- und Fernerkundungskonstellation Elsternbrücke (chinesisch 鹊桥通导遥综合星座, Pinyin Quèqiáo Tōng-Dǎo-Yáo Zhōnghé Xīngzuò), kurz Elsternbrücke-Konstellation (鹊桥星座), ist ein im Aufbau befindliches System von Satelliten im Rahmen des Chinesischen Tiefraum-Netzwerks, zunächst im Erde-Mond-Raum, dann im inneren Sonnensystem zwischen Venus und Mars, und schließlich im äußeren Sonnensystem bis zur Heliopause. Die Federführung des Projekts liegt beim Labor für Tiefraumerkundung,
Leiter der Entwicklergruppe bei der Chinesischen Akademie für Weltraumtechnologie ist He Xiongwen (何熊文), ein Spezialist für interplanetares Internet. Der Name der Konstellation leitet sich aus der chinesischen Volkssage „Kuhhirte und Weberin“ ab, wo zwei Liebende durch die Milchstraße getrennt sind, über die ein Schwarm Elstern einmal pro Jahr eine Brücke bildet.

## Geschichte

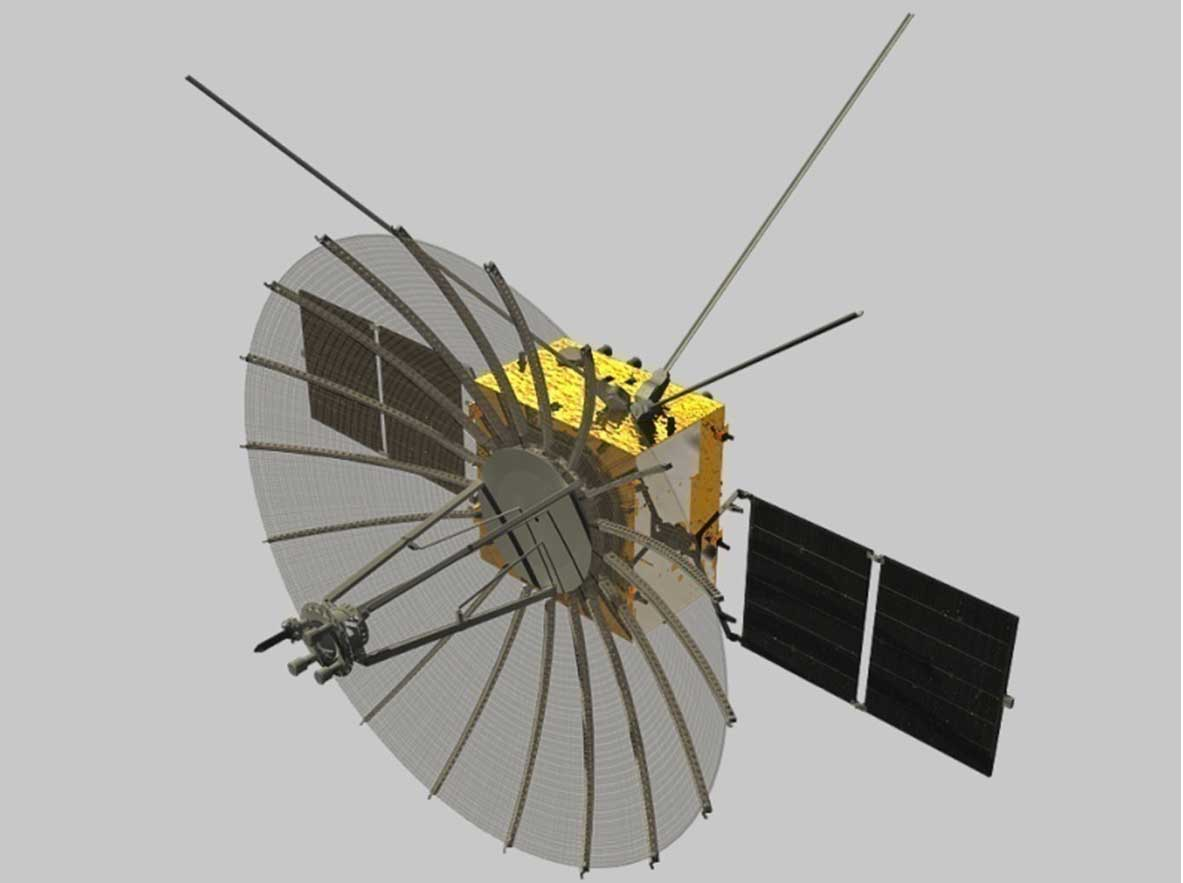
Relaissatellit Elsternbrücke, 2018

Um die Kommunikation mit der auf der erdabgewandten Seite des Mondes aktiven Sonde Chang’e 4 und ihrem Rover Jadehase 2 zu ermöglichen, wurde am 20. Mai 2018 der Relaissatellit Elsternbrücke gestartet. Nach komplizierten Bahnmanövern schwenkte der Satellit am 14. Juni 2018 hinter dem Mond in einen sogenannten „südlichen Halo-Orbit“ um den Erde-Mond-Lagrange-Punkt L2 mit einer z-Amplitude von 13.000 km ein, also fast viermal so viel wie der Durchmesser des Mondes.
Der Zusatz „südlich“ in der Bezeichnung des Orbits besagt, dass er zur Achse Erde-Mond geneigt ist – in diesem Fall so, dass die Umlaufbahn des Satelliten im Süden mit 79.000 km wesentlich weiter vom Mond entfernt ist als im Norden mit 47.000 km (Chang’e 4 landete im Südpol-Aitken-Becken).
Halo-Orbits sind inhärent instabil – der Heiligenschein-Effekt resultiert daraus, dass der Satellit wie ein Kreisel um die virtuelle Rotationsachse taumelt.
Daher sind regelmäßige Bahnkorrekturmanöver nötig, um die Flugbahn nicht außer Kontrolle geraten zu lassen. Im Falle der Elsternbrücke alle neun Tage, wobei jedes Mal zwischen 80 und 120 g Treibstoff verbraucht wird.
Im April 2021 ging Zhang Lihua (张立华, * 1970), der Chefkonstrukteur der Elsternbrücke, davon aus, dass der Relaissatellit noch bis mindestens 2026 betrieben werden könnte. Bereits im Oktober 2018, also kurz nachdem die Elsternbrücke ihren Betriebsorbit eingenommen hatte, schlugen Zhang Lihua und Wu Weiren, damals Technischer Direktor des Mondprogramms der Volksrepublik China, vor, dies zu einer Relaissatelliten-Konstellation zu erweitern, über die in Zukunft die Kommunikation mit zahlreichen über die Mondoberfläche verteilten Robotern und Raumfahrern aufrechterhalten werden könnte. Hierzu sollten mehrere Relaissatelliten sowohl an den Lagrange-Punkten als auch in Orbits um den Mond selbst stationiert werden. Die Signale sollten von der Mondoberfläche an einen Satelliten, von diesem an einen weiteren Satelliten, und von letzterem dann zur Erde übertragen werden.

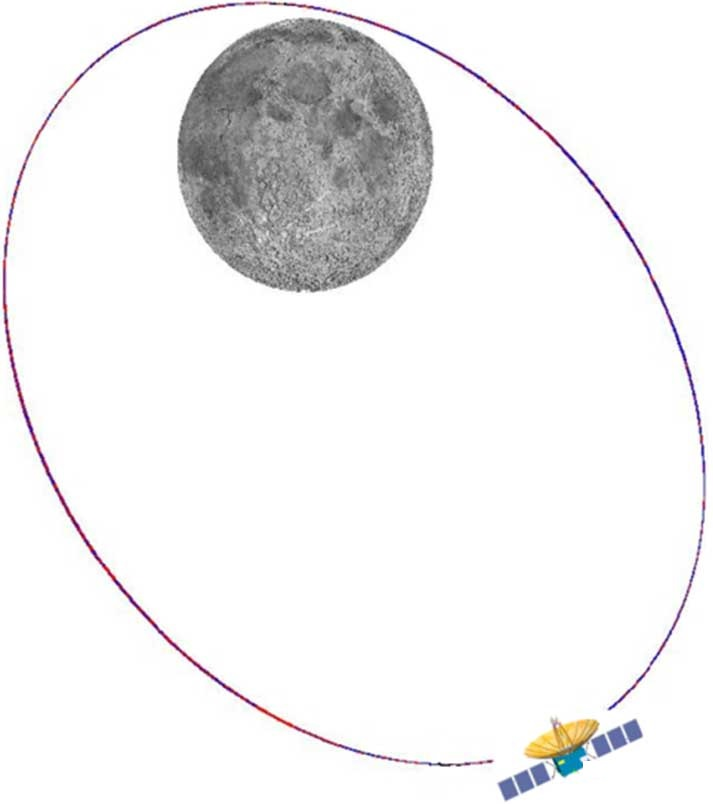
Betriebsorbit von Elsternbrücke 2, 2024

Als erster dieser Ergänzungssatelliten wurde bei der Dong Fang Hong GmbH, einer Tochterfirma der Chinesischen Akademie für Weltraumtechnologie, ab 2019 ein weiterer, seit 2022 „Elsternbrücke 2“ genannter Relaissatellit entwickelt, der in einem um 54,8° zum Mondäquator geneigten, stark exzentrischen Orbit von 300 × 8600 km positioniert werden soll. Der mondnächste Punkt der Satellitenbahn soll über dem Nordpol liegen, der mondfernste Punkt über der erdabgewandten Seite der südlichen Polregion. Auf diese Art hat der Satellit für gut acht Stunden, also zwei Drittel seines zwölfstündigen Orbits, Sichtverbindung mit den zunächst dort aktiven Robotern der Internationalen Mondforschungsstation. Ursprünglich wollte man Elsternbrücke 2 als verbesserte Version der ersten Elsternbrücke ausführen und Ende 2026 zusammen mit der Sonde Chang’e 7 zum Mond bringen. Da sich das Konzept jener Mission im Jahr 2022 änderte, beschloss die Führung des Zentrums für Monderkundungs- und Raumfahrt-Projekte bei der Nationalen Raumfahrtbehörde Chinas, den neuen Relaissatelliten separat zu starten.
Dadurch ergab sich zum einen die Möglichkeit, den Satelliten größer zu bauen, zum anderen konnte man ihn früher starten und bereits bei der für 2024 geplanten Probenrückführmission Chang’e 6 zum auf der Mondrückseite liegenden Apollo-Krater einsetzen.[veraltet]
Im September 2020 wurde im Zusammenhang mit dem Bemannten Monderkundungsprogramm, wo zu Beginn und Ende jeder Mission im Mondorbit jeweils ein Koppelmanöver zwischen Raumschiff und Landefähre stattfindet, erstmals davon gesprochen, die Relaissatelliten-Konstellation zu einer „Lunaren Relais- und Navigationssatelliten-Konstellation“ (月球中继导航星座) ähnlich dem Beidou-System zu erweitern.
Am 24. April 2022, dem chinesischen Tag der Raumfahrt, lud Wu Yanhua, damals stellvertretender Direktor der Nationale Raumfahrtbehörde, andere Staaten dazu ein, sich am Aufbau der Konstellation zu beteiligen und sie im Rahmen der Internationalen Mondforschungsstation zu nutzen.
Im Laufe der folgenden Monate wurde das Konzept unter der Führung von Wu Weiren, seit dem 8. Juni 2022 Leiter des neugegründeten Labors für Tiefraumerkundung in Hefei, um den Aspekt Fernerkundung erweitert, um die auf der Mondoberfläche aktiven Roboter gezielt zu den Ressourcen lenken zu können. In einem Interview am 24. November 2022 erwähnte Wu Weiren erstmals, dass man das „Lunare Internet“ (月球互联网) bis zum Mars erweitern könnte.
Seit einer Pressekonferenz am 18. April 2023 wird für das Projekt offiziell die Bezeichnung „Umfassende Kommunikations-, Navigations- und Fernerkundungskonstellation Elsternbrücke“ (鹊桥通导遥综合星座) verwendet, nun ohne speziellen Bezug zum Mond (die Elsternbrücke in der namengebenden Sage verbindet die Sterne Wega und Altair).
Bereits Anfang Juni 2023 hatte die Strategische Kampfunterstützungstruppe auf Bitten der NASA den Relaissatelliten Elsternbrücke für die Nutzung durch diese und andere Raumfahrtbehörden (nicht jedoch Privatfirmen) freigegeben, um sie bei ihren Mondmissionen zu unterstützen.
Dies fand in der chinesischen Bevölkerung nicht ungeteilte Zustimmung.
Am 20. März 2024 wurde der Satellit Elsternbrücke 2 gestartet, der auf eine um 54,8° zum Mondäquator geneigte Umlaufbahn einschwenken soll.

## Struktur
Bezüglich der Zahl und Verteilung der Satelliten in der Konstellation gab es unterschiedliche Ansätze. So bevorzugte das für bemannte Raumfahrt zuständige Zentrum für Projekte und Technologien zur Nutzung des Weltalls  zwei Satelliten in einem entfernten rückläufigen Orbit, deren Position von einem in einem erdnahen Orbit befindlichen Navigationssatelliten aus bestimmt werden sollte.
Das heute primär für unbemannte Raumfahrt zuständige Zentrum für Weltraumwissenschaften schlug seinerseits sechs Relaissatelliten in einer heliozentrischen Umlaufbahn zwischen Erde und Mars vor, über die während der etwa alle zwei Jahre stattfindenden Konjunktion von Erde, Sonne und Mars, welche die direkte Kommunikation zwischen den beiden Planeten für 40 Tage schwierig bis unmöglich macht, die Funksignale um die Sonne herumgeleitet werden könnten.
Am 25. April 2023 lobte das Labor für Tiefraumerkundung sogar einen weltweiten, auf ein Jahr angelegten Wettbewerb aus, bei dem Forschungseinrichtungen, Firmen, Hochschulen und Privatpersonen Vorschläge für die Struktur der Elsternbrücke-Konstellation einreichen konnten.
Vorbehaltlich eines besseren Vorschlags einigte man sich jedoch zunächst auf das ursprüngliche Konzept von Zhang Lihua und Wu Weiren aus dem Jahr 2018, mit jeweils mehreren Satelliten in Umlaufbahnen um einen Himmelskörper, interplanetaren Relaissatelliten an Lagrange-Punkten sowie einem geostationären Relaissatelliten auf dem Längengrad Chinas, der – ähnlich wie ein orbitales Sonnenkraftwerk – durch die Neigung der Erdachse fast immer eine Sichtverbindung über die Polkappen hinweg zum Mond etc. hätte. Am 25. April 2023 stellte Wu Weiren das Konzept auf einer Konferenz in Hefei einem internationalen Publikum vor,
Für die Ausarbeitung des Konzepts ist beim Labor für Tiefraumerkundung das Forschungsinstitut für Systeme (系统研究院) zuständig, das am 2. Oktober 2023 auf dem 74. Astronautischen Kongress der International Astronautical Federation in Baku einen Dreistufenplan für den Aufbau der Konstellation im inneren Sonnensystem vorstellte:
1. Basisversion mit Kommunikation und Navigation für die 4. Phase des Mondprogramms der Volksrepublik China (Chang’e 6 bis Chang’e 8) und die Internationale Mondforschungsstation. Garantierte Datenübertragungsrate per Funk 50 Mbit/s, Tests für Datenübertragung per Laser mit 10 Gbit/s, Tests für Navigationsgenauigkeit von 100 m.
2. Vollversion mit Kommunikation, Navigation und Fernerkundung für die bemannte Monderkundung: sechs Satelliten in kreisförmigen Umlaufbahnen um den Mond, zwei in elliptischen Umlaufbahnen um den Mond, jeweils drei Satelliten in Halo-Orbits um die Erde-Mond-Lagrange-Punkte L1 und L2, einer am Erde-Mond-Langrange-Punkt L3 auf der dem Mond entgegengesetzten Seite der Erde, sowie der geostationäre Relaissatellit über China. Hier würde die garantierte Datenübertragungsrate 1–10 Gbit/s betragen, die Navigationsgenauigkeit 50 m.
3. Erweiterung des Systems um entsprechende Konstellationen bei Mars und Venus mit Kommunikations- und Navigationssatelliten in Umlaufbahnen um die Planeten sowie Relaissatelliten an den L1-Punkten des Sonne-Mars- bzw. Sonne-Venus-Systems, dazu mehrere geostationäre Satelliten, die mit dem Nationalen Netzwerk aus im endgültigen Ausbauzustand 12.992 Kommunikations-, Navigations- und Erdbeobachtungssatelliten vernetzt sind. Hier würde die Kommunikation über Laser mit einer Datenübertragungsrate von mehr als 10 Gbit/s erfolgen, die Navigationsgenauigkeit würde bei 10 m liegen.[30]

Im weiteren Verlauf sollen die Relaissatelliten im geostationären Orbit und an den Lagrange-Punkten sukzessive zu Raumstationen ausgebaut werden, an denen große Raumflugkörper im Orbit montiert und mit Treibstoff, Nahrung etc. versorgt werden können. Während der Wirtschaftsraum Erde-Mond auch mittelfristig auf Hydrazin-Technologie basieren wird, sollen die interplanetaren Raumschiffe einen nuklear-thermischen Antrieb mit Wasserstoff als Stützmasse erhalten. Dieser Wasserstoff soll aus auf dem Mond, erdnahen Asteroiden, dem Mars, Hauptgürtelasteroiden und Jupitermonden abgebautem Wassereis erzeugt und in den Relaisstationen zwischengelagert werden. Bei der China Aerospace Science and Technology Corporation, der Herstellerfirma dieser Einrichtungen – das Labor für Tiefraumerkundung fungiert als Auftraggeber – ist man der Meinung, dass zunächst Stationen am L1-Punkt des Erde-Mond-Systems, den Lagrange-Punkten L1 und L2 des Sonne-Erde-Systems, den Lagrange-Punkten L1 und L2 des Sonne-Mars-Systems, im Orbit um den Zwergplaneten Ceres und am L1-Punkt des Sonne-Jupiter-Systems zu Wasserstoffdepots ausgebaut werden sollten.
Das Labor für Tiefraumerkundung möchte die Elsternbrücke-Konstellation nach Jupiter noch zu den anderen Riesenplaneten des äußeren Sonnensystems bis hin zur Heliopause erweitern. Das hängt mit der ungenügenden Sendeleistung der chinesischen Tiefraumstationen zusammen. Im Jahr 2018 hatte man erst den Prototyp eines Klystron-Senders für das X-Band mit 50 kW Leistung fertiggestellt, während das amerikanische Deep Space Network mit 500 kW Sendeleistung arbeitete.
Für die Marsmission Tianwen-1 behalf man sich damit, dass man die Tiefraumstation Kashgar mit drei weiteren Antennen zu einem Array erweiterte. Dieser Methode sind jedoch durch unvermeidliche Phasenverschiebungen zwischen den einzelnen Antennen Grenzen gesetzt. Mit einer Kette von Relaissatelliten würde man das Problem umgehen.

## Liste der Satelliten
Stand: 9. April 2024
| Name            | Start         | Betriebsende    | Orbit                                            | Funktion   | Antennen                                                                                                   | Datenübertragungsrate | Datenübertragungsrate |
| Name            | Start         | Betriebsende    | Orbit                                            | Funktion   | Antennen                                                                                                   | Mond-Satellit         | Satellit-Erde         |
| --------------- | ------------- | --------------- | ------------------------------------------------ | ---------- | --- | --------------------- | --------------------- |
| Elsternbrücke   | 20. Mai 2018  | 2026 (erwartet) | Halo-Orbit um Erde-Mond-L2 z-Amplitude 13.000 km | Funkrelais | X-Band-Parabolantenne 4,2 m S-Band-Spiralantenne                                                           | X-Band 555 kbit/s     | S-Band 4 Mbit/s       |
| Elsternbrücke 2 | 20. März 2024 | 2032 (erwartet) | elliptischer Orbit um Mond 54,8°, 300 × 8600 km  | Funkrelais | X-Band-Parabolantenne 4,2 m 4 S-Band-Rundstrahlantennen UHF-Rundstrahlantenne Ka-Band-Parabolantenne 0,6 m | X-Band 5 Mbit/s       | Ka-Band 100 Mbit/s    |

Die Datenübertragungsraten gelten für die im Regelbetrieb genutzten Antennen und Frequenzen. Die Systeme sind jedoch wechselweise redundant. So können zum Beispiel bei einem Ausfall des S-Band-Systems auf dem Relaissatelliten Elsternbrücke an Bord zwischengespeicherte Nutzlastdaten auch über das höherfrequente X-Band und die entsprechend ausgerichtete Parabolantenne zur Erde übertragen werden, dann mit 10 Mbit/s.